# اس‌ام یو-۱۶۲
اس‌ام یو-۱۶۲ (به انگلیسی: SM U-162) یک زیردریایی بود که طول آن ۷۰٫۶۰ متر (۲۳۱٫۶ فوت) بود. این زیردریایی در سال ۱۹۱۸ ساخته شد.